# West Buckland, Devon
West Buckland är en by i civil parish East and West Buckland, i distriktet North Devon, i grevskapet Devon i England. Byn är belägen 10 km från Barnstaple. West Buckland var en civil parish fram till 1986 när blev den en del av East & West Buckland. Civil parish hade 251 invånare år 1961. Byn nämndes i Domedagsboken (Domesday Book) år 1086, och kallades då Bocheland/Bochelanda/Bochelant.